# Randy Jo Hobbs
Randy Jo Hobbs (né le 22 mars 1948 à Winchester (Indiana) - mort le 5 août 1993 à Dayton (Ohio)) était un bassiste américain membre du groupe The McCoys avec Rick Derringer, il a joué aussi avec les frères Edgar et Johnny Winter. 
Il a été le bassiste des McCoys entre 1965 et 1969 qui ont publié 4 albums durant leur carrière. En 1968, alors qu'il était toujours membre des McCoys, il a joué de la basse pour Jimi Hendrix sous le nom de Randy Hubbs sur certaines sessions d’enregistrement live, qui sont ensuite sorties de façon officieuse sous le titre Woke Up This Morning and Found Myself Dead (1980) et New York Sessions (1998) et de façon officielle sous le titre Bleeding Heart en 1994. Puis il s'est joint au guitariste de blues américain Johnny Winter de 1970 à 1976. Son premier contact avec celui-ci a lieu en 1970 pour l'album Johnny Winter And, où il est entouré des ex-The McCoys Rick Derringer à la guitare et Randy Z à la batterie. En 1971, il participe à la tournée qui suivra l'album et se retrouve sur le disque  Live Johnny Winter And avec les mêmes musiciens que sur le précédent, sauf pour le batteur Bobby Caldwell qui remplace Randy Z. En 1972, il prend la place du bassiste George Sheck au sein du Edgar Winter's White Trash, pour l'album Roadwork en Mars 1972. La même année, il joue la basse sur deux morceaux de The Edgar Winter Group, pour leur album They Only Come Out at Night qui parait en novembre 1972, soit Free Ride et We All Had a Real Good Time. Puis en 1973, il joue à nouveau avec Johnny Winter sur son album Still Alive and Well, puis il remet ça sur le disque suivant Saints and Sinners en 1974. Toujours en 1974 parait l'album John Dawson Winter III sur lequel il joue la basse sur le disque complet. Lorsque sort l'album Captured Live! de Johnny Winter en 1976, Randy est toujours le bassiste attitré de son groupe. Et en Mai 1976, après une tournée entre Johnny et Edgar Winter avec le Edgar Winter Group, est produit l'album live Together et bien sûr Randy Jo Hobbs est fidèle au poste de bassiste.
Il a également joué pour le groupe Montrose, apparaissant sur l'album Jump on It, sorti en 1976. Ronnie Montrose le guitariste du groupe a aussi joué sur le premier album du Edgar Winter Group. La même année, Randy Jo Hobbs apparait sur l'album de Rick Derringer et Dick Glass, Glass Derringer.
Randy a été retrouvé mort d'un arrêt du cœur à 45 ans dans une chambre d'hôtel à Dayton en 1993 et est enterré dans sa ville Union City.

## Discographie

### The McCoys
- Hang On Sloopy (1965)
- You Make Me Feel So Good (1966)
- Infinite McCoys (1968)
- Human Ball (1969)

### Johnny Winter
- Johnny Winter And (1970)
- Live Johnny Winter And (1971)
- Still Alive and Well (1973)
- Saints and Sinners (1974) - Basse sauf sur (1, 6)
- John Dawson Winter III (1974)
- Captured Live! (1976)
- Together (1976)
- Roots 'n' Blues: Scorchin' Blues (2008)
- The Johnny Winter Anthology (2009)
- Live at the Fillmore East 10/3/70 - Avec le groupe Johnny Winter And enregistré en 1970 mais sorti en 2010
- True to the Blues: The Johnny Winter Story (2014) - Compilation

### Edgar Winter's White Trash
- Roadwork (1972)

### The Edgar Winter Group
- They Only Come Out at Night (1972) - Randy à la basse sur "Free Ride" et "We all had a real good time".

### Edgar Winter
- The Best of Edgar Winter (2002)
- The Definitive Collection (2016)

### Thomas Kaye
- Thomas Jefferson Kaye (1973)

### Montrose
- Jump on It (1976)
- I Got The Fire: Complete Recordings 1973-1976 - Compilation (2022)

### Rick DerringerDick Glass
- Glass Derringer (1976)

### Rick Derringer
- Rock and Roll Hoochie Koo: The Best of Rick Derringer (1996)

### Jimi Hendrix
- Woke Up This Morning and Found Myself Dead (1980)
- Bleeding Heart (1994)
- New York Sessions (1998)

### Rocky Hill
- Rocky Hill (1988)